# Lembata
Lembata (indonesisch Pulau Lembata, Pulau Lomblen) ist die größte Insel des Solor-Archipels, der wiederum zu den Kleinen Sundainseln (Indonesien) gehört. Der Archipel ist ein Teil der Provinz Ost-Nusa Tenggara (indonesisch Nusa Tenggara Timur).

## Geographie

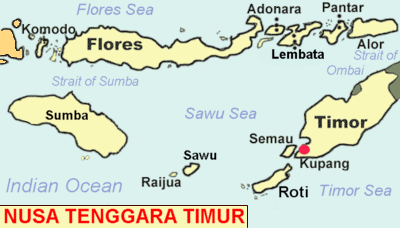
Ost-Nusa Tenggara

Westlich von Lembata liegen die anderen Inseln des Archipels, unter anderem Solor und Adonara, sowie weiter im Westen Flores. Östlich der Insel befindet sich die Straße von Alor, die den Archipel vom Alor-Archipel trennt. Im Süden, auf der anderen Seite der Sawusee liegt die Insel Timor und im Norden befindet sich die westliche Bandasee, die die Insel von Buton und den anderen Inseln von Südost-Sulawesi trennt.
Die Nordost-Südwest-Ausdehnung der Insel Lembata beträgt etwa 80 Kilometer und die Ost-West-Ausdehnung ungefähr 30 Kilometer. In ihrer Form erinnert die Insel an einen Delfin mit einer Fontäne aus dem Atemloch. Die Hauptstadt Lewoleba (auch Labala), die über den einzigen größeren Hafen verfügt, befindet sich im Westen der Insel an der gleichnamigen Bucht. Weiter nördlich liegt der Vulkan Ile Lewotolok (auch Gunung Ilê Ape), der mit 1450 m die große Halbinsel dominiert. Er brach am 30. November 2020 aus. 28 Ortschaften mussten evakuiert werden. Weitere Vulkane auf der Insel sind der Ililabalekan im Südwesten und der Iliwerung im Süden. Sie gelten als aktiv. Der Batu Tara auf der zum Regierungsbezirk Lembata gehörenden Insel Komba ist der nördlichste Vulkan.

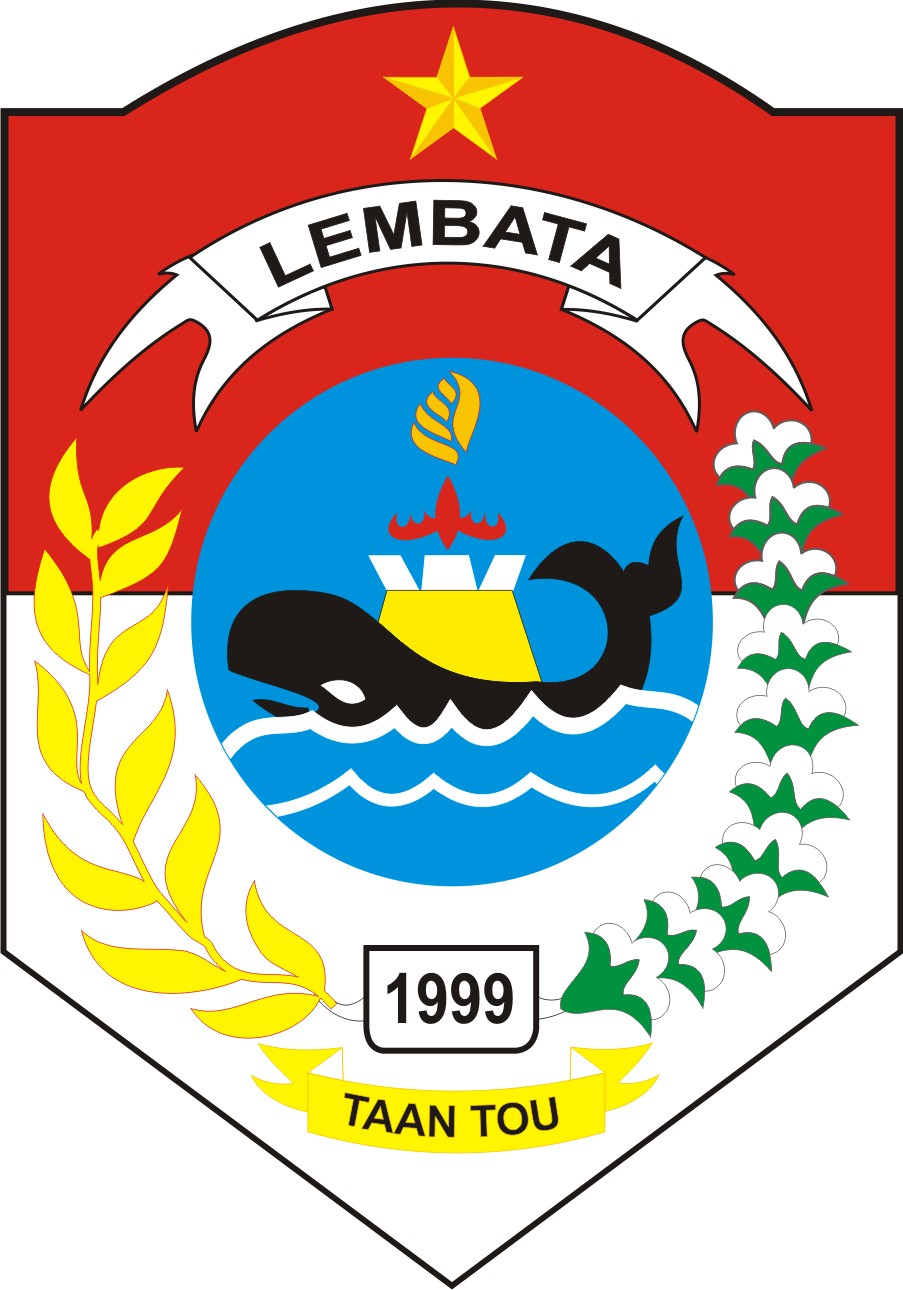
Wappen des Regierungsbezirks Lembata

## Verwaltungsgliederung
Lembata bildet einen eigenständigen Regierungsbezirk (Kabupaten), der aus der Hauptinsel Lembata sowie den drei kleineren Inseln (Pulau) Batutara, Sewanggi und Watonubi besteht. Administrativ gliedert sich der Bezirk in neun Distrikte (Kecamatan) mit 151 Dörfern (davon sieben städtische Kelurahan). Die weitere Einteilung erfolgt in 470 Dusun (Weiler), 84 RW (Rukun Warga, Wohnviertel) und 1742 RT (Rukun Tetangga, Nachbarschaften).
| Code 1   | Kecamatan Distrikt | Ibu Kota Verwaltungssitz | Fläche (km²) | Einwohner Census 2010 2 | Volkszählung 2020 | Volkszählung 2020 | Volkszählung 2020 | Anzahl der Dörfer 6 |
| Code 1   | Kecamatan Distrikt | Ibu Kota Verwaltungssitz | Fläche (km²) | Einwohner Census 2010 2 | Einwohner 3       | 0Dichte 40        | Sex Ratio 5       | Anzahl der Dörfer 6 |
| -------- | ------------------ | ------------------------ | ------------ | ----------------------- | ----------------- | ----------------- | ----------------- | ------------------- |
| 53.13.01 | Naga Wutung        | Loang                    | 185,70       | 8.735                   | 10.116            | 54,47             | 90,5              | 18                  |
| 53.13.02 | Atadei             | Kalikasa                 | 150,42       | 7.537                   | 7.698             | 51,18             | 88,8              | 15                  |
| 53.13.03 | Ile Ape            | Waipukang                | 96,86        | 11.499                  | 13.145            | 135,71            | 87,6              | 17                  |
| 53.13.04 | Lebatukan          | Hadakewa                 | 241,91       | 8.550                   | 9.766             | 40,37             | 91,5              | 17                  |
| 53.13.05 | Nubatukan          | Lewoleba                 | 165,64       | 33.236                  | 40.204            | 242,72            | 98,4              | 11 / 7 ★            |
| 53.13.06 | Omesuri            | Balauring                | 161,91       | 15.919                  | 18.831            | 116,31            | 93,6              | 22                  |
| 53.13.07 | Buyasuri           | Wairiang                 | 104,26       | 18.879                  | 21.269            | 204,00            | 93,2              | 20                  |
| 53.13.08 | Wulandoni          | Wulandoni                | 121,44       | 8.375                   | 9.022             | 74,29             | 88,4              | 15                  |
| 53.13.09 | Ile Ape Timur      | Lamaau                   | 38,26        | 5.099                   | 5.879             | 153,66            | 87,2              | 9                   |
| 53.13    | Kab. Lembata       | Kab. Lembata             | 1.266,39     | 117.829                 | 135.930           | 107,34            | 93,0              | 144 / 7 ★           |

Bupati (Regierungspräsident) ist seit dem 22. Mai 2022 Marsianus Jawa.

## Demografie
Zur Volkszählung im September 2020 (indonesisch Sensus Penduduk - SP2020) lebten im Regierungsbezirk Lembata 135.930 Menschen, davon 70.422 Frauen (51,81 %) und 65.508 Männer (48,19 %). Gegenüber dem letzten Census (2010) sank der Frauenanteil um 1,22 %. Mitte 2022 waren 69,56 Prozent der Einwohner Katholiken und 1,58 % Protestanten, zum Islam bekannten sich 28,82 %. 64,63 % (94.168) gehörten zur erwerbsfähigen Bevölkerung (15–64 Jahre); 27,50 % waren Kinder und 7,88 % im Rentenalter. Von der Gesamtbevölkerung waren 54,84 % ledig, 42,82 % verheiratet, 0,26 % geschieden und 2,08 % verwitwet. Der HDI-Index lag 2020 bei 64,74 etwas unterhalb des Provinzdurchschnitts.
In den Dörfern Lamalera A und Lamalera B (Distrikt Wulandoni) und in Lamakera auf Solor wird noch traditioneller Walfang mit kleinen Booten betrieben. Mit Harpunen werden pro Saison einige wenige Pottwale, aber auch Haie und Delfine erlegt.
Schiffe pendeln regelmäßig zwischen Lewoleba und den benachbarten Inseln, wie Larantuka, Flores und Waiwerang auf der Insel Adonara. Von Belauring aus existiert eine Fährverbindung nach Alor.

## Sprachen

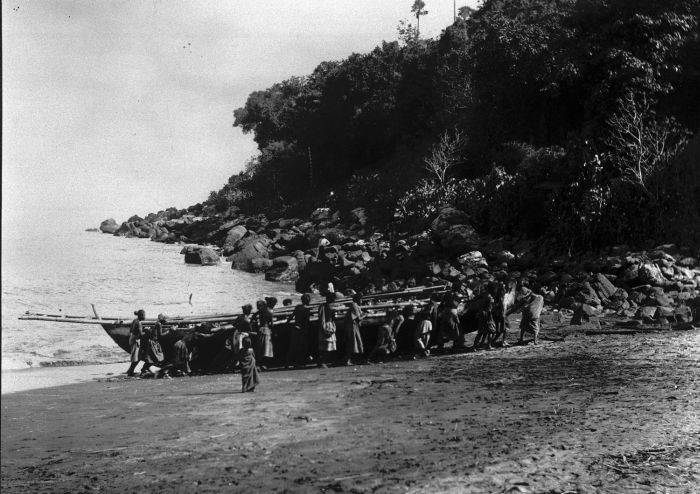
Walfänger ziehen ihr Boot auf den Strand an der Südküste von Lembata (1915)

Auf Lembata existieren noch viele seltene Sprachen. Sie gehören zu den zentral-östlichen-malayo-polynesischen Sprachen der malayo-polynesischen Sprachen innerhalb der austronesischen Sprachen.
| Sprache    | Sprecher | ISO 639-3 |
| ---------- | -------- | --------- |
| Kedang     | 30000    | ksx       |
| Ile Ape    | 15000    | ila       |
| Levuka     | 4000     | lvu       |
| Lewo Eleng | 4000     | lwe       |
| Lamalera   | 4000     | lmr       |
| Lamatuka   | 4000     | lmq       |

## Geschichte

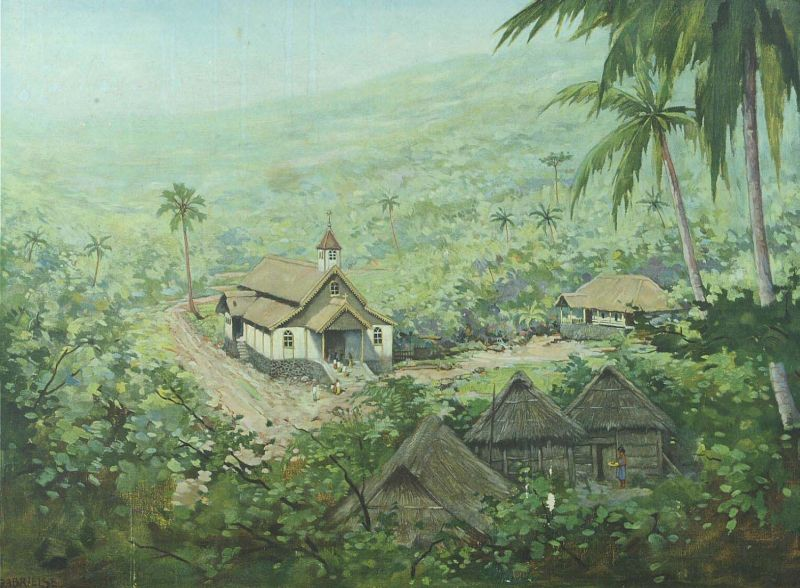
Lithografie einer Schule auf Lembata

Die Portugiesen waren im 16. Jahrhundert die ersten Europäer in der Region. Lembata besuchten sie aber selten. Die Bevölkerung war bis auf die Bewohner eines muslimischen Dorfes Anhänger des Animismus. Die Insel exportierte damals Nahrungsmittel, Bienenwachs, Schildkrötenpanzer, Produkte aus Walen und Sklaven.